# NCT Life
NCT Life (tiếng Hàn: 엔시티 라이프; Romaja: Ensiti raipeu) là một chương trình truyền hình thực tế với sự tham gia nhóm nhạc nam Hàn Quốc NCT, do SM Culture & Contents thực hiện. Hiện chương trình đã phát sóng được 10 mùa. Tiêu đề của chương trình là sự kết hợp giữa 'Phong cách sống NCT' và 'Cuộc sống thành phố'. Chương trình được phát sóng trên truyền hình và các nền tảng chia sẻ video tại bốn quốc gia: Hàn Quốc, Trung Quốc, Thái Lan và Đài Loan, bắt đầu từ ngày 16 tháng 4 năm 2016.

## Tổng quan
Các thành viên NCT giới thiệu về cuộc sống hàng ngày của họ, khán giả có thể thấy các hoạt động của NCT khi đi du lịch.

## Danh sách thành viên tham gia
- Mùa 1: Taeil, Hansol, Johnny, Taeyong, Yuta, Doyoung, Ten, Jaehyun, Mark, Jeno, Haechan, Jaemin, Jisung
- Mùa 2: Taeyong, Yuta, Kun, Doyoung, Jaehyun, Winwin
- Mùa 3: NCT 127 (không có Johnny, Doyoung, Jungwoo)
- Mùa 4: Taeil, Taeyong, Yuta, Doyoung, Ten, Jaehyun, Winwin
- Mùa 5: NCT Dream (không có Mark, Haechan, Jaemin)
- Mùa 6: Johnny, Taeyong, Doyoung, Ten, Jaehyun
- Mùa 7: NCT 127 (không có Johnny, Jaehyun, Jungwoo, Mark, Haechan)
- Mùa 8: Johnny, Yuta, Kun, Winwin, Lucas, Mark
- Mùa 9: NCT 127 (không có Taeyong, Winwin, Jungwoo, Mark)
- Mùa 10: NCT Dream (không có Mark, Haechan)
- Mùa 11: NCT 127 (không có Winwin)

## Các mùa phát sóng
| Mùa | Tiêu đề                                            | Thời gian                           | Số tập | Mô tả | Chú thích     |
| --- | -------------------------------------------------- | ----------------------------------- | ------ | --- | ------------- |
| 1   | "NCT Life ở Bangkok"                               | 16 tháng 4 - 2 tháng 5, 2016        | 6      | Tập trung vào SM Rookies và hành trình ra mắt của họ. | [ 3 ] [ 4 ]   |
| 2   | "NCT Life ở Seoul"                                 | 21 tháng 5 - 11 tháng 6, 2016       | 7      | Giới thiệu hai thành viên mới người Trung Quốc là Winwin và Kun. Các thành viên tham quan quanh Seoul và hoàn thành nhiệm vụ.                                                                                               | [ 5 ] [ 6 ]   |
| 3   | NCT Life ở Paju                                    | 16 tháng 7 - 20 tháng 8, 2016       | 5      | Các thành viên NCT127 lên kế hoạch và thực hiện các hoạt động giải trí tại Paju. | [ 7 ]         |
| 4   | "NCT Life: Thử thách Vua ẩm thực Hàn Quốc"         | 22 tháng 10 - 26 tháng 11, 2016     | 6      | Dưới sự hướng dẫn của đầu bếp bậc thầy Kwon Woo-jung, các thành viên học cách làm "10 món ăn hàng đầu Hàn Quốc được người nước ngoài yêu thích". Hợp tác với Bộ Văn hóa, Thể thao và Du lịch để truyền bá văn hóa Hàn Quốc. | [ 8 ] [ 9 ]   |
| 5   | "NCT Life: Rèn luyện kỹ năng giải trí (NCT Dream)" | 4 tháng 3 - 19 tháng 3, 2017        | 6      | Các thành viên của NCT Dream (Không có Jaemin, Mark và Haechan) trong một chuyến đi, cùng với Leeteuk và Shindong của Super Junior.                                                                                         | [ 10 ] [ 11 ] |
| 6   | "NCT Life ở Chiang Mai"                            | 25 tháng 3 - 9 tháng 4, 2017        | 6      | Các thành viên tham quan Chiangmai, với Ten là hướng dẫn viên. | [ 12 ] [ 13 ] |
| 7   | "NCT Life tại Osaka"                               | 14 tháng 6 - 22 tháng 7, 2017       | 21     | Các thành viên tham quan Osaka, với Yuta là hướng dẫn viên. | [ 14 ] [ 15 ] |
| 8   | "NCT Life: Chuyến đi "Hot&Young" tại Seoul"        | 23 tháng 7 - 17 tháng 8, 2018       | 12     | Các thành viên ngoại quốc tham quan Seoul, với Johnny là hướng dẫn viên. | [ 16 ]        |
| 9   | "NCT Life ở Chuncheon và Hongcheon"                | 9 tháng 12, 2019 - 17 tháng 1, 2020 | 18     | Các thành viên tham quan ở Chuncheon và Hongcheon để thực hiện các hoạt động và thư giãn | [ 17 ] [ 18 ] |
| 10  | "NCT Life: Dream in Wonderland"                    | 6 tháng 7 - 8 tháng 11, 2020        | 12     | Các thành viên thoát khỏi cuộc sống thành thị để về với thiên nhiên tươi đẹp, tham gia các hoạt động hấp dẫn, ly kỳ. Họ cũng sẽ phải chạm trán với những tình huống kỳ lạ trong suốt chuyến đi.                             |               |
| 11  | "NCT Life: Gapyeong"                               | 30 tháng 8, 2021                    | 12     | Với sự tham gia của các thành viên NCT 127. |               |

## Phát sóng

### Hàn Quốc
- Naver TV Cast
- V Live
- MBC Music (mùa 1–3)[19]
- KBS Joy (mùa 7)[20]
- Oksusu
- Seezn

### Trung Quốc
- Youku
- Tudou[4]
- Ali Music

### Thái Lan
- True4U[4]
- LINE TV[12]

### Đài Loan
- MTV[21]